# Tivoització
Tivoització és la pràctica de dissenyar maquinari que incorpora programari sota els termes d'una llicència de programari copyleft com la GNU General Public License (GNU GPL), però utilitza restriccions de maquinari o gestió de drets digitals (DRM) per evitar que els usuaris executin versions modificades del programari en aquest maquinari. Richard Stallman de la Free Software Foundation (FSF) va encunyar el terme en referència a l'ús per part de TiVo del programari amb llicència GNU GPL als gravadors de vídeo digitals (DVR) de la marca TiVo, que bloquegen activament el programari modificat per disseny. Stallman creu que aquesta pràctica nega als usuaris una part de la llibertat que la GNU GPL va ser dissenyada per protegir. La FSF es refereix al maquinari tivoitzat com a "tirans propietaris".
La Free Software Foundation va prohibir explícitament la tivoització a la versió 3 de la Llicència Pública General de GNU. Tanmateix, tot i que molts projectes de programari han adoptat la versió 3, els autors del nucli Linux han rebutjat notablement passar de la versió 2 a la versió 3.

## Rerefons
El programari de TiVo incorpora el nucli de Linux i el programari GNU, tots dos amb llicència sota la versió 2 de la Llicència Pública General de GNU (GPLv2). La GPLv2 requereix que els distribuïdors posen el codi font corresponent a disposició de cada persona que rep el programari. Un dels objectius d'aquest requisit és permetre als usuaris de programari cobert per GPL modificar el programari per adaptar-lo millor als seus propòsits.
Richard Stallman, de la Free Software Foundation, afirma que TiVo va eludir l'objectiu de la GPL fent que els seus productes executessin programes només si la signatura digital del programa coincideix amb les autoritzades pel fabricant del TiVo. Tot i que TiVo ha complert el requisit de GPL v2 per alliberar el codi font perquè altres el modifiquin, cap programari modificat no s'executarà al maquinari de TiVo.
Bradley Kuhn, de Software Freedom Conservancy, discuteix la narrativa de Stallman. Kuhn afirma que TiVo no va prohibir estrictament la substitució del programari, però el programari propietari de TiVo va ser dissenyat intencionadament per no funcionar si es substituïa cap component de codi obert, la qual cosa va requerir que l'usuari trobés alternatives totalment de codi obert al programari propietari. Segons Kuhn, TiVo no va activar, la GPLv2 ja era suficient per evitar la tivoització, i la intenció de la GPLv3 era afegir un requisit addicional i innecessari perquè el programari propietari continués funcionant.

## GNU GPLv3
L'any 2006, la Free Software Foundation (FSF) va decidir combatre el sistema tècnic de TiVo per bloquejar els usuaris per executar programari modificat. Posteriorment, la FSF va desenvolupar una tercera versió de la Llicència Pública General de GNU (GPLv3) que va ser dissenyada per incloure un llenguatge que prohibia aquesta activitat. Segons Eben Moglen, "la llicència hauria de prohibir els mitjans tècnics d'evasió de les seves normes, amb la mateixa claredat que prohibeix l'evasió legal de les seves normes".
El segon esborrany de la GPLv3 va intentar aclarir les regles pel que fa a la tivoització. Tanmateix, alguns desenvolupadors del nucli de Linux encara estaven preocupats perquè aquest esborrany encara prohibís els usos beneficiosos de les signatures digitals. Stallman i la Free Software Foundation van intentar respondre a algunes d'aquestes preocupacions afirmant que la GPLv3 permet signatures digitals privades amb finalitats de seguretat i alhora evitant la tivoització.
En els esborranys de discussió tercer i quart de la GPLv3, publicats el 28 de març de 2007 i el 31 de maig de 2007, respectivament, la clàusula antitivoització es va limitar per no aplicar-se quan el programari es distribueix a una empresa. Així, els dispositius mèdics i les màquines de vot no estarien coberts. La GPLv3 oficial final es va publicar el 29 de juny de 2007, sense grans canvis pel que fa a la tivoització en relació amb el quart esborrany.
Linus Torvalds va dir que estava "molt satisfet" amb la posició del nou esborrany sobre DRM. No obstant això, encara no admet la rellicència del nucli Linux sota GPLv3, afirmant que:
Stallman l'anomena "tivoització", però aquesta és una paraula que ha inventat i un terme que trobo ofensiu, així que no opto per utilitzar-lo. És ofensiu perquè Tivo mai va fer res dolent, i la FSF fins i tot ho va reconèixer. El fet [és] que fan el seu maquinari i tenen alguns problemes de DRM amb els productors de contingut i, per tant, volen protegir la integritat d'aquest maquinari. La llicència del nucli cobreix el *nucli*. No cobreix els carregadors d'arrencada i el maquinari, i pel que fa a mi, les persones que fan el seu propi maquinari poden dissenyar-los de la manera que vulguin. Tant si això vol dir "arrencar només un nucli específic" o "taurons amb làser", no m'importa.
Les noves disposicions de llicència de GPLv3 van ser reconegudes per TiVo a la seva presentació a la SEC d'abril de 2007: "Si la versió actual de GPLv3 s'adopta àmpliament, és possible que no puguem incorporar millores futures al sistema operatiu GNU/Linux al nostre programari, cosa que podria afectar negativament el nostre negoci".

## Resultat
El nucli de Linux, que s'inclou al sistema operatiu del maquinari de la marca TiVo, encara es distribueix sota els termes de la GPLv2. El nucli no s'ha canviat per utilitzar GPLv3 perquè els mantenedors del nucli generalment han percebut que la GPLv3 és massa restrictiva, encara que alguns desenvolupadors del nucli, com Alan Cox, han expressat opinions divergents. En qualsevol cas, oferir el nucli Linux sota una llicència diferent seria probablement inviable a causa del seu gran nombre de titulars de drets d'autor. A diferència de la majoria de programari GPL, el nucli només té llicència sota GPLv2 sense la paraula "o, a la vostra opció, qualsevol versió posterior", per tant, caldria l'acord explícit de tots els titulars dels drets d'autor per llicència del nucli en el seu conjunt sota una versió nova.
Alguns altres projectes àmpliament utilitzats en sistemes incrustats tivoitzats, com BusyBox, també han rebutjat passar a GPLv3.